# Roncadelle
Roncadelle – miejscowość i gmina we Włoszech, w regionie Lombardia, w prowincji Brescia.
Według danych na rok 2004 gminę zamieszkiwały 7623 osoby, 847 os./km².
Miasta partnerskie
- Zavidovići, Bośnia i Hercegowina